# Herholdtsgade
Herholdtsgade er en gade mellem Vester Søgade og Vester Farimagsgade i Indre by i København, opkaldt efter arkitekten Johan Daniel Herholdt (1818–1902).

## Kvarterets udvikling
Gaden ligger i et område, der blev bebygget i 1920’erne på et tidligere jernbaneterræn. Gaderne i dette kvarter er opkaldt efter fremtrædende arkitekter, der har haft stor indflydelse på Københavns arkitektur, såsom Meldahlsgade, Kampmannsgade, Nyropsgade og Dahlerupsgade.